# Maria Guzenina
Maria Edith Guzenina, född 12 januari 1969 i Helsingfors, är en finländsk socialdemokratisk politiker och video jockey. Hon är ledamot av Finlands riksdag sedan 2007. Hon var Finlands omsorgsminister 2011–2013.
Guzenina arbetade som VJ för MTV Europe 1994–1997. Hon har en son med Skunk Anansie-trummisen Mark Richardson.

## Utmärkelser
- Kommendörstecknet av Finlands Lejons orden,  6 december 2015[8]

[Redigera Wikidata]